# Popol Vuh (Ginastera)
Popol Vuh: La creación del mundo maya, Op. 44 es un poema sinfónico de siete movimientos del compositor argentino Alberto Ginastera. La obra, que permanece inconclusa, fue compuesta entre 1975 y 1983. Fue interpretada por primera vez por la Orquesta Sinfónica de San Luis bajo la dirección de Leonard Slatkin en el Powell Hall en San Luis, Misuri el 7 de abril de 1989.

## Historia

### Composición
Popol Vuh fue originalmente comisionado por la Orquesta de Filadelfia bajo la dirección de Eugene Ormandy en 1975. Ginastera se basó en el mito epónimo de la creación maya del Popol Vuh. Aunque Ginastera tenía la intención de escribir un total de ocho movimientos para la pieza, el compositor murió repentinamente en junio de 1983, habiendo completado solo siete secciones de la obra. Por lo tanto, la Orquesta de Filadelfia se negó a estrenar la composición inconclusa. El propio Ormandy murió en 1985 y la partitura permaneció casi olvidada entre los trabajos de Ginastera hasta que su amiga, la pianista Barbara Nissman se la presentó al director de orquesta Leonard Slatkin, entonces director de la Orquesta Sinfónica de San Luis. Popol Vuh tuvo así su estreno mundial el 7 de abril de 1989, casi seis años después de la muerte de Ginastera. Aunque en general se acepta que el movimiento no escrito habría sido un final de solo percusión, Slatkin especuló antes del estreno que podría haber sido el penúltimo movimiento y que el final actual es de hecho la forma en que Ginastera pretendía concluir la obra.

## Instrumentación
La obra está escrita para una gran orquesta que consta de tres flautas (2.ª y 3.ª flautín duplicado), tres oboes (3er corno inglés duplicado), tres clarinetes (2.º clarinete en mi bemol duplicado; 3er clarinete bajo duplicado), tres fagotes (3er contrafagot duplicado), cuatro cornos franceses, cuatro trompetas, cuatro trombones, tuba, timbales, cuatro percusionistas, dos arpas, piano (celesta duplicada) y cuerdas.

## Estructura
Popol Vuh tiene una duración aproximada de 25 minutos y se divide en siete movimientos cortos:
1. La Noche de los Tiempos
2. El Nacimiento de la Tierra
3. El Despertar de la Naturaleza
4. El Grito de la Creación
5. La Gran Lluvia
6. La Ceremonia Mágica del Maíz
7. El Sol, la Luna y las Estrellas

## Recepción de la obra
Al comentar el estreno mundial, Michael Kimmelman de The New York Times elogió modestamente a Popol Vuh, comentando: "La pieza ofrecía suficiente encanto colorista, al menos en esta ruidosa interpretación, para mantener la atención del oyente durante los casi 30 minutos de duración". Andrew Clements de The Guardian señaló: "Como torso sigue siendo impresionantemente coherente, en un estilo que se apoya en gran medida en el 'primitivismo' de Stravinsky y Bartók, con texturas dominadas por una amplia gama de percusiones exóticas." Elise Seifert de WHQR lo elogió de manera similar: "Popol Vuh se destaca en el espectro de la música del siglo XX".
Sin embargo, Michael Oliver de Gramophone la describió como "una pieza decepcionante". A pesar de señalar sus "sonoridades vívidas, sutiles o misteriosas", Oliver escribió: "Sus seis casi todos breves movimientos son espasmódicos en lugar de acumulativos, siendo el efecto general de eventos no relacionados que bien podrían tocarse en un orden diferente; supongo que Ginastera simplemente se atascó en la pieza."

## Discografía selecta
- 2009 – Ginastera: Popol Vuh; Cantata para América Mágica. Ensemble S. Schlagzeugensemble der Musikhoschules Köln, Sinfónica de la WDR de Colonia, Stefan Asbury (WDR).[8]
- 2010 – Ginastera: Popol vuh; Estancia (excerpts); Panambi (excerpts). Sinfónica de Londres, Sinfónica de Jerusalén, BBC National Orchestra of Wales, Gisele Ben-Dor (Naxos).[9]